# Josyf Savka
Josyf Savka, cyrilicí Йосиф Савка, též Osyp Savka, cyrilicí Осип Савка, v dobových německých pramenech uváděn i jako Sawka nebo Safka, byl rakouský politik rusínské (ukrajinské) národnosti z Haliče, během revolučního roku 1848 poslanec Říšského sněmu.

## Biografie
Byl hospodářem v obci Obrošyne (Obroszyn). Během revolučního roku 1848 se zapojil do veřejného dění. Ve volbách roku 1848 byl zvolen i na ústavodárný Říšský sněm. Zastupoval volební obvod Horodok. Tehdy se uváděl coby hospodář. Jeho volba ale byla později prohlášena za neplatnou a do parlamentu místo něj usedl Georg Meyer.
Patřil mezi ukrajinské poslance.